# Villarroya del Campo
Villarroya del Campo  es un municipio español de la provincia de Zaragoza perteneciente a la comarca de Campo de Daroca y al Campo Romanos, en la comunidad autónoma de Aragón.

## Historia

### Historia antigua
El pueblo de Villarroya del Campo se asienta al pie de un pequeño relieve en la confluencia de los arroyos Orcajo y Villarroya. Los primeros pobladores de este estratégico enclave fueron los celtíberos que en torno al siglo V antes de Cristo, situaron un poblado en la parte alta y plana del relieve, al igual que hicieron en otros muchos lugares en el Campo de Romanos y la comarca del Jiloca. Se trataría de un conjunto de pequeñas construcciones de barro rodeadas de una muralla defensiva a base de grandes piedras toscamente trabajadas. Para aislar el asentamiento y aumentar el carácter defensivo del relieve los celtíberos excavaron un gran foso en la roca. Este foso ha sido posteriormente utilizado por los habitantes de Villarroya del Campo como camino y para excavar cuevas y guardar el ganado. El acceso al poblado se situaba probablemente en su lado suroeste, en un camino que aún hoy puede ser distinguido que pasa por debajo del actual depósito de agua. El paisaje del término municipal por aquel entonces lo podemos imaginar muy diferente de cómo es hoy en día. El Campo de Romanos era un bosque continuo de carrascas y rebollos, con pequeñas manchas de cultivo abiertas en las vegas, que son las zonas más fértiles.
El antiguo poblado celtíbero es la causa por la que este relieve sea denominado “El Castillo”. En el pasado, durante mucho tiempo quedaron en lo alto del relieve los restos de construcciones y murallas de grandes piedras. Los habitantes de Villarroya utilizaron estas ruinas para la construcción de grandes edificios (como la ermita, la iglesia u otros) hasta acabar completamente con los restos celtíberos. Los principales restos que han llegado hasta la actualidad son pequeños fragmentos de un muro defensivo y el foso. En el término municipal de Villarroya del Campo se encuentra probablemente otro yacimiento de época celtíbera en el paraje del Alcocer, que podría corresponder a una construcción defensiva o de vigilancia, más que a un poblamiento.
Los poblados celtíberos fueron sometidos por los romanos en torno al siglo II a. C., tras lo cual la mayoría de ellos fueron abandonados. En la época romana, los poblamientos, en forma de villas romanas se situaban en el fondo de las vegas y valles, como ocurre en las villas encontradas en Mainar o Badules. No se han encontrado vestigios romanos en Villarroya del Campo, lo que sugiere que el área probablemente no estuvo habitada en aquella época.

### Historia medieval y moderna (siglos XII al XIX)
No existe información sobre los posibles poblamientos humanos desde el periodo romano, visigodo, ni sobre el largo periodo musulmán. Los musulmanes dominaron durante más de 400 años Daroca y su área de influencia.
Los orígenes del núcleo de Villarroya del Campo como tal se sitúan en el siglo XII como pueblo de colonización cristiana. Tras la toma de Daroca en torno a 1122 por Alfonso I el Batallador frente a los musulmanes, la principal estrategia defensiva para el control del territorio fue su repoblamiento. Para ello se reforzaron las poblaciones ya existentes (por ejemplo, Mainar, Romanos, Burbáguena o Langa ) y se crearon numerosos pueblos nuevos identificables generalmente por incluir las palabras villa- (Villadoz, Villarreal, Villahermosa) o torre- en su nombre (Torralbilla, Torremocha, Torrijos) o por su significado atractivo (Vistabella, Fombuena, Cuencabuena). Estos pueblos fueron repoblados principalmente con gentes del norte de España y sur de Francia, como atestiguan el nombre de algunas nuevas poblaciones (Herrera de los Navarros, Navarrete) o incluso apellidos (Navarro, ¿Roche?). Fue entonces, en el siglo XII o XIII, cuando se definen los límites del término municipal que han llegado hasta nuestros días con muy pocas modificaciones. En este momento inicial de repoblación fue cuando se produjeron las mayores roturaciones agrícolas en el Campo de Romanos, que pasó de ser una llanura dominada por bosques a un paisaje con importante presencia de cultivos de cereal. Las manchas de carrascas y rebollos que quedaron fueron paulatinamente eliminadas desde entonces hasta dar lugar a la llanura cerealista que es hoy el Campo de Romanos.
Desde su fundación Villarroya del Campo perteneció a la Comunidad de aldeas de Daroca, hasta 1837 cuando este tipo de Comunidades fueron suprimidas creándose las provincias que actualmente conocemos. De esta forma, la mayor parte de la historia de Villarroya del Campo, desde su fundación hasta el siglo XIX, es decir más de seiscientos años, ha sido común con el resto de pueblos que formaron la comunidad de Daroca.. Estaba dividida en seis sesmas: Barrachina, Gallocanta, Honor de Huesa, Langa, Jiloca y Trasierra. La mayor parte del Campo de Romanos pertenecía a la sesma de Langa, sin embargo Anento y Villarroya se incluían en la Sesma del Campo de Gallocanta. El señor natural de la Comunidad de Daroca era el Rey de Aragón (y posteriormente de España), sin embargo las comunidades de aldeas de Aragón, como la de Daroca, presentaban un funcionamiento notablemente autónomo, sin la existencia de señores feudales y con sus propios órganos de gobierno. Gracias a la abundante documentación de la época existente en los Archivos de la Comunidad, es posible en la actualidad conocer aspectos muy precisos de la vida de Villarroya del Campo prácticamente desde su fundación, como por ejemplo los nacimientos y defunciones, los tipos de cultivos y las cuantías de las cosechas, número de cabezas de ganado, los procesos de roturación de tierras, los impuestos que se pagaban o el régimen de propiedad de las tierras. En relación con la población, en la tabla siguiente se muestran diferentes censos realizados en Villarroya desde el siglo XV al XIX. Como se puede observar la población de Villarroya fue durante la mayor parte de su historia de 20 a 22 fuegos o vecinos, lo que equivale aproximadamente de 100 a 110 habitantes.
Los principales testigos existentes en Villarroya del Campo de su historia medieval y moderna son la ermita de San Bartolomé, la iglesia de la Virgen del Rosario, el horno y el peirón. Existía una tercera iglesia en el pueblo en el barrio del Arrabal, de la cual en la actualidad únicamente quedan un pequeño muro de sillares, así como diversas lápidas que han aparecido en los alrededores.
La ermita de San Bartolomé fue construida en el siglo XII, es decir, en la misma época aproximadamente que la fundación del pueblo. Se puede decir, por tanto, que el pueblo es tan viejo como la ermita y viceversa. La ermita es un sencillo edificio de tapial y ladrillo, donde destacan unos potentes contrafuertes de piedra. En el interior de la iglesia, se encontraba un valioso retablo gótico del siglo XV, que recientemente fue trasladado a la iglesia de la Virgen del Rosario.
La iglesia de la Virgen del Rosario, es el mayor edificio de Villarroya del Campo y fue construida en el siglo XVII, es decir se trata de un edificio muy posterior a la ermita y a la tercera iglesia ya desaparecida. Dentro de la iglesia destaca un gran retablo, que con 31 tablas es uno de los mayores de la comarca. Se atribuye a la escuela de Daroca y su conformación actual es fruto de la combinación de tres retablos distintos, dos datados en el siglo XV y otro en el siglo XVI.
El horno es un potente edificio de tapial y piedra; en la actualidad no se sabe la época de su construcción, pero por sus características y posición en el pueblo, bien podría ser muy antiguo. Finalmente, en una de las salidas del pueblo se erige un elegante peirón extraordinariamente bien conservado y restaurado. Es de ladrillo con base de piedra. Su situación marca la principal vía de comunicación que atravesaba el término de Villarroya del Campo, el actual camino de Mainar-Retascón, que desde época romana constituía un importante ramal del Camino Real (Zaragoza-Valencia). Este camino salía del Camino Real en Villarreal del Huerva, y pasaba por Mainar, Villarroya del Campo, Retascón hasta llegar a Daroca.

### Historia reciente (siglosXIXyXX)

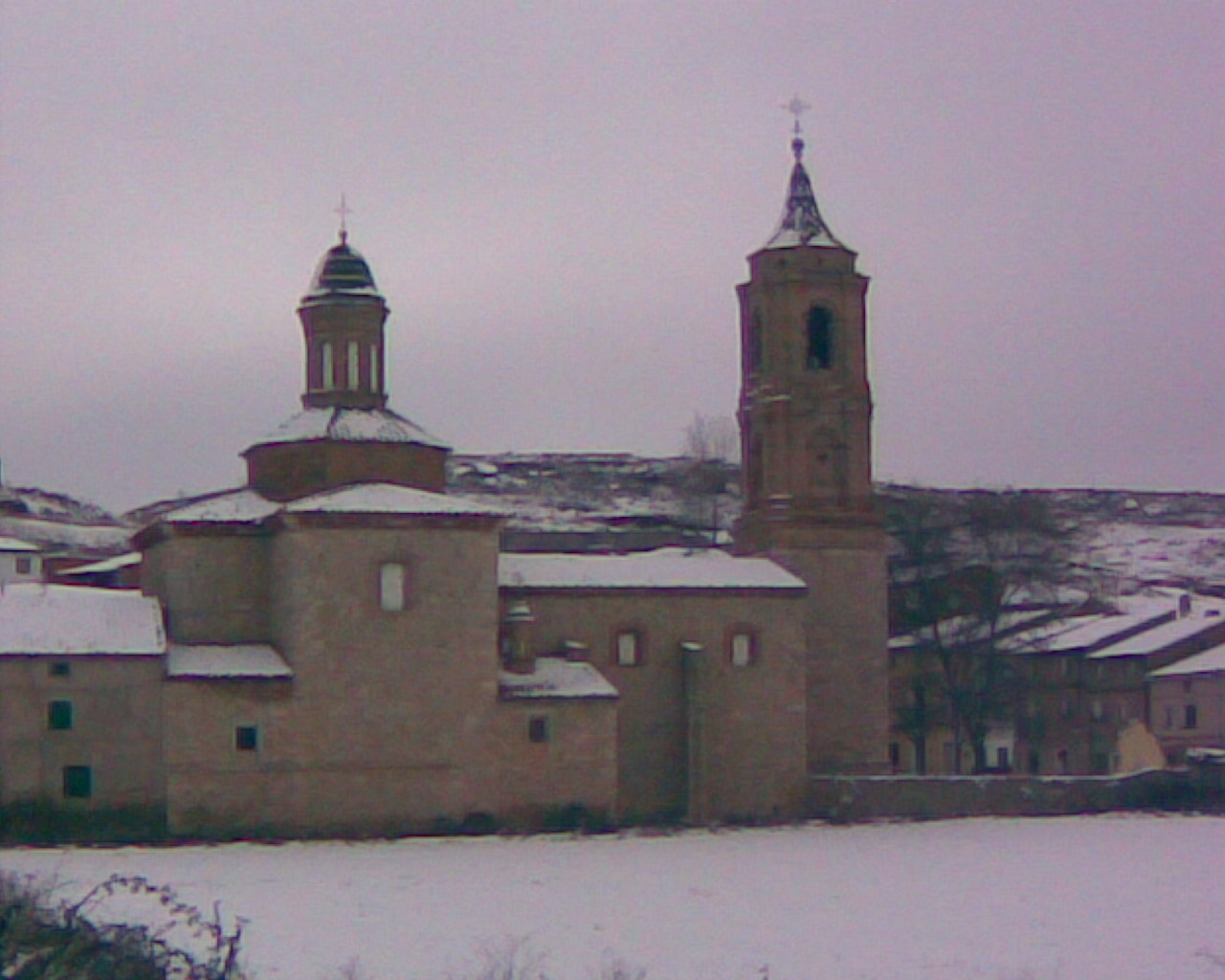
Nevada en la localidad

En 1838 la Comunidad de Aldeas de Daroca fue disuelta y se crearon las provincias que actualmente conocemos, por lo que Villarroya pasó a formar parte de la provincia de Zaragoza. Además a partir de 1835 Villarroya pasó a llamarse Villarroya del Campo, tal y como se conoce ahora, para diferenciarse otros pueblos con el mismo nombre (en adelante Villarroya de los Pinares y Villarroya de la Sierra). En la misma época, y dentro de la misma corriente reformadora de influencia ilustrada francesa, en 1845 se creó la Ley municipal, que exigía un mínimo de 30 vecinos (150 habitantes) como condición necesaria para mantener el ayuntamiento. Villarroya del Campo, al no contar con el número suficiente de vecinos, tuvo que agregarse al pueblo de Villadoz, al cual pertenecería hasta el 4 de julio de 1952, fecha de la desagregación. El día oficial de la desagregación y reinstauración del ayuntamiento ha sido sin lugar a dudas la fecha más señalada de la historia política reciente de Villarroya del Campo, como atestiguan las abundantes fotografías que afortunadamente se conservan. Otras fechas también para recordar son la llegada de la electricidad en torno a 1925, el agua corriente en 1976, y la llegada de la era industrial a la agricultura, representada por la primera trilladora en 1965, que supuso el abandono de las técnicas de producción agrícolas basadas en la fuerza humana y animal que habían sido utilizadas, sin apenas cambios, desde la creación del pueblo en el siglo XII.
Los importantes cambios socioeconómicos ocurridos en España durante la segunda mitad del siglo XX han producido, como en el resto de los pueblos vecinos, un fortísimo proceso de éxodo rural, principalmente hacia Zaragoza y en mucha menor medida a Daroca. A lo largo del siglo XX la población se ha reducido a algo más de la mitad. Este despoblamiento rural es sin lugar a dudas el principal cambio social ocurrido en Villarroya del Campo desde su fundación, hace ya más de setencientos años.

## Demografía
Villarroya del Campo cuenta con una población de 69 habitantes (INE 2024).
| Gráfica de evolución demográfica de Villarroya del Campo entre 1842 y 2021 |
| |
| Población de derecho según los censos de población del INE Población de hecho según los censos de población del INEEntre el censo de 1960 y el anterior, aparece este municipio porque se segrega del municipio 50283 (Villadoz) Entre el censo de 1857 y el anterior, este municipio desaparece porque se integra en el municipio 50283 (Villadoz) |

## Administración y política
| Período   | Alcalde                    | Partido |  |
| --------- | -------------------------- | ------- |  |
| 1979-1983 | Agustín Tomás Carrascón    | PSOE    |  |
| 1983-1987 | Segundo Visiedo            | PSOE    |  |
| 1987-1991 | Segundo Visiedo            | PSOE    |  |
| 1991-1995 | Segundo Visiedo            | PSOE    |  |
| 1995-1999 | Elías Sebastián Abian      | PAR     |  |
| 1999-2003 | Elías Sebastián Abian      | PAR     |  |
| 2003-2007 | Elías Sebastián Abian      | PAR     |  |
| 2007-2011 | José Carlos Franco Sediles | PP      |  |
| 2011-2015 | José Carlos Franco Sediles | PP      |  |
| 2015-2019 | José Carlos Franco Sediles | PP      |  |
| 2019-2023 | José Carlos Franco Sediles | PP      |  |
| 2023-2027 | José Carlos Franco Sediles | PP      |  |

| Partido político    | Partido político                                   | 2003   | 2007   | 2011   | 2015   | 2019   | 2023   |
| Partido político    | Partido político                                   | Ediles | Ediles | Ediles | Ediles | Ediles | Ediles |
|                     | Partido Popular de Aragón (PP)                     | —      | 1      | 1      | 1      | 1      | 1      |
|                     | Partido de los Socialistas de Aragón (PSOE-Aragón) | —      | —      | —      | —      | —      | —      |
|                     | Partido Aragonés (PAR)                             | 1      | —      | —      | —      | —      | —      |
| Total de concejales | Total de concejales                                | 1      | 1      | 1      | 1      | 1      | 1      |